# Bledius diagonalis
Bledius diagonalis är en skalbaggsart som beskrevs av Leconte 1863. Bledius diagonalis ingår i släktet Bledius och familjen kortvingar. Inga underarter finns listade i Catalogue of Life.